# Vol en campagne

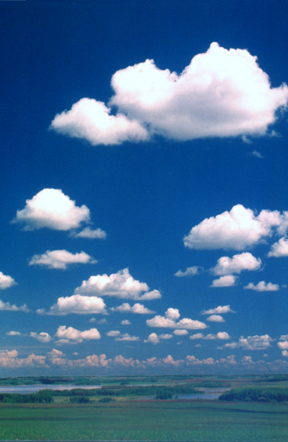
Ce ciel a "belle journée" écrit partout. Le cumulus humilis indique très peu de convection dans la basse atmosphère,

Le vol en campagne est un type de navigation aérienne défini par la réglementation européenne.
Le journal officiel de l'union européenne, pour les membres de Agence européenne de la sécurité aérienne (AESA), fournit une définition du vol en campagne (en anglais US "cross-country flight") dans le REGLEMENT (UE) No 1178/2011 DE LA COMMISSION.
Cette définition est « Le «vol en campagne» désigne un vol entre un point de départ et un point d’arrivée, selon une route prédéfinie, en appliquant des procédures de navigation standard »